# ویسباوم
ویسباوم (به آلمانی: Wiesbaum) یک شهر در آلمان است که در فولکانایفل واقع شده‌است. ویسباوم ۵۸۸ نفر جمعیت دارد.